# Лангенпрайзинг
Лангенпрайзинг (нем. Langenpreising) — община в Германии, в земле Бавария. 
Подчиняется административному округу Верхняя Бавария. Входит в состав района Эрдинг.  Население составляет 2640 человек (на 31 декабря 2010 года). Занимает площадь 27,49 км².